# مايك دي ليون
مايك دي ليون هو كاتب سيناريو ومخرج فلبيني، ولد في 24 مايو 1947 في مانيلا في الفلبين.

## وصلات خارجية
- مايك دي ليون على موقع IMDb (الإنجليزية)
- مايك دي ليون على موقع ألو سيني (الفرنسية)
- مايك دي ليون على موقع أول موفي (الإنجليزية)
- مايك دي ليون على موقع قاعدة بيانات الفيلم (الإنجليزية)
- مايك دي ليون على موقع كينوبويسك (الروسية)